# Tamarix passerinoides
Tamarix passerinoides är en tamariskväxtart som beskrevs av Del. och Nicaise Auguste Desvaux. Tamarix passerinoides ingår i släktet tamarisker, och familjen tamariskväxter. Inga underarter finns listade.